# Клавдий Лебедев
Клавдий Василевич Лебедев (на руски: Клавдий Васильевич Лебедев) (16 (28) октомври 1852 – 21 септември (4 октомври) 1916) е руски живописец.
По произход Клавдий Лебедев е селянин. Учи в Строгановското училище и Московското училище за живопис, скулптура и архитектура при Василий Перов, Евграф Сорокин и Владимир Маковски. От 1890 препоподава там.
Член е на Обществото на передвижниците от 1891. От 1897 е академик по живопис, а от 1906 – действителен член на Руската академия на изкуствата.

## Творчество
Лебедев е жанров живописец, който рисува в реалистичен стил на теми от руската история между 16 и 17 век. Оставя много исторически платна и рисунки със сцени от „домашния бит“ на болярска Русия. Освен с живопис Лебедев се занимава с илюстриране на руски приказки, сътрудничи със списанията „Живописно обозрение“, „Всемирна илюстрация“, „Нива“.
Клавдий Лебедев изрисува иконите на българската църква „Свети Стефан“ в Цариград.
Академик Лебедев е създал много илюстрации към двутомно издание на събрани съчинения на Пушкин по случай 100 години от рождението на поета.

## В спомените на съвременниците
- Игор Грабар: „… беше художник със средни дарования, който не се издигаше над равнището на второстепенните передвижници… Сам беше мек и плах и външността му беше такава – донякъде сладникава, „наистина артистична“: меки чупливи коси, кокетлива неголяма брада и мека вратовръзка“.1